# Tichvin
Tichvin (in russo Тихвин?) è una città della Russia, che si trova nell'Oblast' di Leningrado, a est di San Pietroburgo, di circa 58.000 abitanti, dati risalenti al 2018. È situata sulle rive del Tichvinka, un fiume appartenente al bacino del lago Ladoga ed attualmente è capoluogo del Tichvinskij rajon.
Le prime notizie risalgono al 1383, mentre lo status di città le venne conferito nel 1773.